# Ante ali Prispevki za življenjepis A. Jereba
Ante ali Prispevki za življenjepis A. Jereba je slovenska miniserija v treh delih, ki jo je prvič predvajal 1. program TV Ljubljana, ob nedeljskih večerih med 24. oktobrom in 7. novembrom 1982.
Glavni junak je Ante z Brkinov, ki v trideset letih prekrižari vso Slovenijo (Maribor, Prekmurje, Brežice), vmes je tudi v Novem Sadu. Postopoma se vzpenja z družbenega dna.

### Epizode
- 1. del: 1953 do 1958 (24. oktober 1982)
- 2. del: 1958 do 1972 (31. oktober 1982)
- 3. del: 1972 do 1978 (7. november 1982)

## Produkcija
Šprajc je hotel z družbenokritično serijo pregledati trideset let prek usod ljudi, ki izhajajo iz proletarskih družin. Od zamisli do realizacije je minilo leto in pol. Snemali so 43 dni od 15. februarja 1982, na 100 lokacijah, za vsak del so potrebovali približno 14 dni. Nastopilo je 120 igralcev. V zadnji epizodi nastopi tudi režiser.
Po besedah igralca Iva Bana si je Šprajc glavni lik sprva zamislil kot vsejugoslovanskega junaka iz Bosne. Igral bi ga Faruk Begoli, ki je potem igral šoferja kamiona v prvem delu. Do te spremembe je prišlo zaradi spodletelega dogovarjanja med studii Beograd, Sarajevo in Ljubljana. Sprva so hoteli začeti zgodbo v letu 1945.

## Kritike
Vesna Marinčič (Delo) je v kritiki prvega dela zapisala, da je Ante televizijska stvaritev, ki ima v sebi dovolj žara, da si lahko privošči počasno in trdno gradnjo ter da sta tako Ante kot režiser zanesljiva, preudarna, samozavestna, neverjetno mirna in potrpežljiva. Zadnjih dveh lastnosti je bilo po njenem pri Šprajcu celo preveč, saj Antejeva doživetja na postajališčih, razvrščenih v ravni vrsti, njegove poti ne naredijo za ovinek bogatejše. Ivo Ban je bil zanjo glede na dotedanjo kariero presenečenje, pa tudi skrbno narejeni množični prizori s statisti, ki gredo s svojo vnemo včasih predaleč, npr. pri dekletu, ki nervozno teka od vagona do vagona in izgine, ne da bi izvedeli, kako je bilo z iskanjem. V oceni celotne serije je prvi del imenovala prebujanje brez upa na vstajenje, drugega iskanje brez upa na spoznanje, tretjega pa lebdenje. O Anteju je menila, da človeško ni otopel, ampak sta mu igralec in režiser vlila železo v kri in možgane. Tragičen se ji je zdel zaradi svojega védenja, da je njegova prihodnost zrcalna slika njegove preteklosti. Temo filma je označila za večno, kot je večna usoda marmornatega in železnega Wajdovega človeka. Sam film jo je spomnil na Razseljeno osebo s to razliko, da je Antejeva razseljenost bolj boleča, ker je imel Peter vsaj uteho, da pri procesu razgrajevanja ni bil tudi sam aktiven. Pohvalila je ustvarjalce, ker so z Antejem pokazali občutek za medij in spoštovanje do njega. Menila je, da bo Ivo Ban pri slovenskem občinstvu lep čas sinonim za vse jerebe tega sveta.

## Zasedba
- Ivo Ban: Ante
- Milena Zupančič: Zlata
- Teja Glažar: Marija
- Stole Arandjelović
- Polde Bibič

## Ekipa
- režija: Božo Šprajc
- scenarij: Božo Šprajc in Rudi Šeligo
- fotografija: Ubald Trnkoczy
- snemalec: Lenart Vipotnik
- dramaturgija: Jadranka Tavčar
- kostumografija: Irena Felicijan in Marija Kumar
- scenografija: Belica Škerlak in Vladimir Rijaevc